# Dorfkirche Schönberg (Mark)

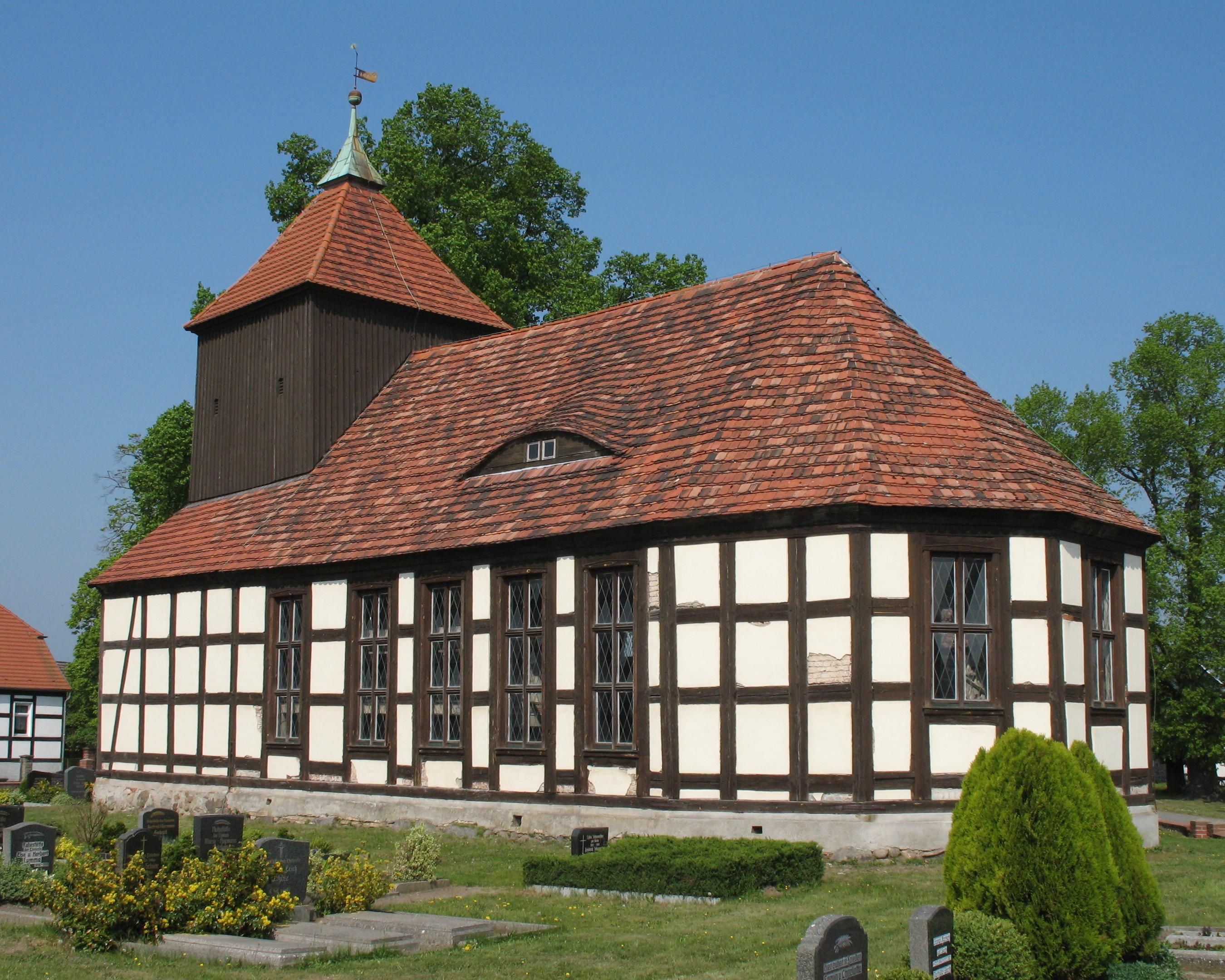
Dorfkirche Schönberg (Mark)

Die evangelische Dorfkirche Schönberg (Mark) ist eine Saalkirche in Schönberg (Mark), einem Ortsteil der Gemeinde Lindow (Mark) im brandenburgischen Landkreis Ostprignitz-Ruppin. Die Kirchengemeinde gehört dem Pfarrsprengel Herzberg-Lindow im Kirchenkreis Oberes Havelland der Evangelischen Kirche Berlin-Brandenburg-schlesische Oberlausitz an. Das Gebäude steht unter Denkmalschutz.

## Lage und Geschichte
Das Kirchengebäude befindet sich in der Mitte des Ortes, an der fast rechtwinklig abknickenden Dorfstraße, wo sich eine platzartige Erweiterung befindet. Der südliche Teil dieser Erweiterung wird vom erhöht liegenden Kirchhof eingenommen, welcher von einer niedrigen Feldsteinmauer umgeben ist. In der Mitte des Kirchhofs steht die Dorfkirche, die sowohl von Norden als auch von Westen einen markanten Blickpunkt bildet. Nördlich der Kirche stehen ein Kriegerdenkmal und ein sowjetisches Ehrenmal.
Die Dorfkirche wurde erstmals im Jahr 1541 als Mutterkirche erwähnt und war mit zwei Pfarrhufen ausgestattet. Sie gehörte zur Superintendentur Lindow-Gransee und wurde ab 1541 auch vom Pfarrer in Herzberg mitbetreut. Früher hatte Schönberg eine Tochterkirche in Gühlen, seit etwa 1691 in Grieben. Das Patronatsrecht lag bis 1541 beim Nonnenkloster in Lindow und danach beim Landesherrn oder dem Fiskus.
Es handelt sich um einen Fachwerkbau aus dem Jahr 1689 (Inschrift auf der Wetterfahne). Ein Seitenanbau, der 1772 für die Knechte des Schulzen und des Predigers hinzugefügt wurde, wurde 1777 wieder abgebrochen. Nach Dachreparaturen und Ausbesserungen am Turm im Jahr 1806/07, die auf Basis eines Voranschlags von Brasch aus Neuruppin durchgeführt wurden, erfolgte 1845 eine umfassende Erneuerung unter der Leitung des Bauinspektors Treptin aus Gransee. Dabei wurden weitere Hölzer ausgewechselt und im Inneren die heutige Aufteilung eingeführt. Im Jahr 1932/33 fand eine Bauerneuerung statt, und die Kirche erhielt eine neue Innenausmalung, die 1934 fertiggestellt wurde. Eine weitere Restaurierung erfolgte im Jahr 1989.

## Baubeschreibung
Es handelt sich um eine Fachwerk-Saalkirche, die auf einem Feldstein-Ziegelsockel steht. Das abschließende Satteldach verfügt auf beiden Längsseiten über eine Fledermausgaube. Der Chor ist polygonal geschlossen und weist einen 5/10-Schluss auf. An den Längsseiten der Kirche befinden sich insgesamt zehn hohe, rechteckige Fenster, die über zwei Riegel reichen und wahrscheinlich im Jahr 1933 in ihrer heutigen Größe angelegt wurden. Über dem Giebel der Westseite befindet sich ein verbretterter Turm mit Pyramidendach. An der Nordseite befindet sich ein kleiner Sakristeianbau, der wahrscheinlich seit den 1930er-Jahren ein Satteldach besitzt und ursprünglich mit einem Walmdach versehen war (Plan von 1844). Der Eingang zur Kirche befindet sich an der Nordseite.
Im Inneren der Kirche wird die flache Holzbalkendecke von zwei Längsunterzügen getragen, die jeweils von drei Holzsäulen gestützt werden. Die hufeisenförmige Empore ist zwischen ihnen eingespannt. Die Stützen wurden 1845 von ihrem ursprünglichen Standort an ihren heutigen Ort versetzt. Die Decke und die Empore sind mit einer reichhaltigen geometrischen Schablonenmalerei von Erich Kistenmacher aus dem Jahr 1933/34 versehen. Das Kastengestühl ist in drei Blöcken angeordnet; der Boden ist mit Ziegelsteinen gepflastert. 
Der bauzeitliche Westturm besitzt eine eigenständige Fachwerk-Innenkonstruktion mit Kreuzstreben, von der nur wenige Hölzer ausgewechselt wurden. Die Konstruktion des Turmdachs wurde jedoch zum großen Teil erneuert. Das Turmuhrwerk mit Gewichten aus großen Feldsteinen hat sich erhalten. Über dem Schiff der Kirche befindet sich ein liegender Dachstuhl mit Längsaussteifung. Im Zuge der 1845 erfolgten Veränderungen im Kircheninneren wurden nachträglich Aussteifungen in die Dachkonstruktion eingefügt, die über den Innenstützen angebracht wurden.

### Ausstattung
Die Ausstattung der Kirche beinhaltet einen Kanzelaltar aus dem Ende des 17. Jahrhunderts, welcher einen kräftig plastischen, polychromierten Holzaufbau besitzt. Der fünfseitige Kanzelkorb wird von gewundenen, weinlaubumkränzten Säulen und üppigen Akanthuswangen gestützt, während der schalldeckelartige Baldachin von Putten mit Palmzweigen gehalten wird. Seitlich auf Gebälkstücken befinden sich Engel mit Spruchbändern. Die Farbfassung wurde 1988/89 von H. Gürtler, einem Malermeister aus Wolfsruh, durchgeführt. Der verputzte Altartisch besteht aus einem gemauerten Block aus Ziegelsteinen.
Die Empore stammt ebenfalls aus dem Ende des 17. Jahrhunderts und wurde mit der Neuordnung des Kircheninneren 1845 in die heutige Hufeisenform gebracht. Die Brüstungsfelder wurden 1934 von Erich Kistenmacher mit geometrischen Mustern und Darstellungen biblischer Szenen bemalt, wobei die Farbfassung 1989 erneuert wurde. Die Orgel stammt aus dem Jahr 1893 und wurde von Albert Hollenbach als Ersatz für ein Duplikat von 1836 aus Schulzendorf angefertigt. Der Prospekt stammt aus dem Jahr 1934 und das Gehäuse ist eckig mit seitlicher Kassettierung gestaltet. 
Eine schlichte Holztafel aus dem Jahr 1871 gedenkt Hermann Friedrich Bartel (1847–1870). Ein Opferstock aus dem Jahr 1931 wurde nach einem Entwurf von Regierungsbaumeister Wohler angefertigt. Ein Schrank aus dem Ende des 17. Jahrhunderts befand sich bis 1933 in der Sakristei und steht heute unter der Westempore. Der Holzschrank besitzt zwei übereinander angeordnete Türen und ein abschließendes Konsolgesims. Die polychrome Fassung mit flechtbandartigem Muster stammt wohl von Erich Kistenmacher. Eine Kommode mit drei Schubladen und geometrischer Bemalung, vermutlich ebenfalls von Kistenmacher, befindet sich in der Sakristei. Ein vermutlich Ende des 19. Jahrhunderts gefertigter Kronleuchter aus Messing ist ebenfalls vorhanden.
Die Kirche verfügt über zwei Bronzeglocken, die gesondert unter Denkmalschutz stehen: Die größere Glocke mit einem Durchmesser von 87 Zentimetern stammt vermutlich aus dem 15. Jahrhundert. Neben Rundschilden sind figürliche Darstellungen zu sehen, wie beispielsweise eine Mariendarstellung mit Engeln, die Auferstehung Christi und Christus am Kreuz. Die kleinere Glocke, vermutlich bereits aus dem 14. Jahrhundert, hat einen Durchmesser von 70 Zentimetern und eine schlankere Form als die große Glocke. Am Hals der Glocke befinden sich umlaufend gedrehte Schnüre, aber keine Inschrift. Eine dritte Glocke, die 1843 gegossen wurde und im Inventar von 1914 erwähnt wurde, ist nicht mehr vorhanden. 

#### Taufengel
Ein Taufengel aus dem Ende des 17. Jahrhunderts ist aus polychromiertem Holz gefertigt und steht gesondert unter Denkmalschutz. Er weist eine ähnliche Gestaltung des Kopfes, der Haare, der Flügel und der Körperhaltung auf wie andere qualitativ hochwertige Taufengel aus dem Berliner Raum. Allerdings unterscheidet sich die Ausbildung des Gewandes: Der Engel trägt ein blaues Tuch, das von einem schmalen Schulterriemen gehalten wird und den Oberkörper entblößt. Der Engel schaut auf die schön geformte Muschelschale in seiner rechten Hand, während er in seiner linken Hand vermutlich ein Spruchband hielt. Die kurzen, gewellten Haare und die Flügel sind vergoldet. Die Aufhängung des Taufengels befindet sich an einem Drahtseil, das im 20. Jahrhundert an einem Dachbalken befestigt wurde. Der Engel schwebt in geringer Höhe über dem Boden im Norden des Altars und kann zum Taufen genutzt werden; es gibt keine verbleibenden Anhaltspunkte für die ursprüngliche Aufhängung.
Vermutlich wurden während der Neugestaltung der Innenausstattung der Kirche in den 1930er-Jahren auch Reparaturarbeiten am Taufengel durchgeführt, einschließlich der Ergänzung und Reparatur der Holzsubstanz sowie einer Neufassung, die die ursprüngliche Farbigkeit des Taufengels veränderte. Zuvor trug der Engel ein weißes Gewand, dessen Säume vergoldet waren. Nach 1969 wurden erneut Reparaturen durchgeführt, teilweise in minderwertigerer Ausführung, an Armen und Füßen. Zeitweise fehlende Füße und Arme wurden nach 1969 ergänzt.